# 草地乌头
草地乌头（学名：Aconitum umbrosum）为毛茛科乌头属下的一个种。

## 扩展阅读
- 維基物種上的相關：草地乌头